# Eccellenza Friuli-Venezia Giulia 2017-2018
Il campionato italiano di calcio di Eccellenza regionale 2017-18 è il 27º organizzato in Italia. Rappresenta il quinto livello (1º livello regionale) del calcio italiano.
Questo è il girone organizzato dal Comitato Regionale Friuli-Venezia Giulia.

## Stagione

### Novità
- Calcio spezzatino. Se Torviscosa e Lumignacco accetteranno la proposta della FIGC regionale di disputare le partite casalinghe al venerdì, le partite verranno spalmate su 3 giorni: venerdì, anticipi del sabato, partite della domenica.
- Niente play-off. Neanche quest'anno ci saranno i play-off per il secondo posto.
- Forbice ridotta. Il differenziale per la disputa dei play-out passa da 10 a 7 punti.
- Sosta invernale più lunga. Dalle 3 settimane dell'anno scorso si passa alle 5 di quest'anno.
- Supercoppe. Oltre ad Eccellenza, Promozione e Prima Categoria, anche Seconda e Terza avranno le supercoppe fra vincitrici dei gironi di campionato e delle coppe.
- Defibrillatori. Dal 1º luglio 2017 è entrata in vigore la normativa[2] che impone la presenza, insieme al personale abilitato all'uso, dei difribillatori in tutte le gare ufficiali in ogni categoria.

### Formula
| REGOLAMENTO ECCELLENZA FRIULI-VENEZIA GIULIA 2017-18 |                                     | |
| Posizione                                            | Destino                             | Modalità di svolgimento |
| 1º                                                   | promozione diretta in Serie D       | - |
| 2º                                                   | play-off nazionali                  | senza disputare i play-off regionali |
| dal 3º all'11º                                       | rimangono in Eccellenza             | - |
| dal 12º al 15º                                       | play-out                            | gli accoppiamenti saranno 12ª-15ª e 13ª-14ª in gara unica in casa della miglior piazzata. In caso di parità si effettueranno i tempi supplementari; in caso di ulteriore parità retrocederà la società peggior piazzata. Verranno disputate le finali fra le due vincitrici e le due perdenti per determinare la graduatoria play-out. Non si disputeranno le sfide se il distacco sarà pari o superiore a 7 punti. |
| 16º                                                  | retrocessione diretta in Promozione | - |

| MECCANISMO PROMOZIONI-RETROCESSIONI FRIULI-VENEZIA GIULIA 2017-18 |                                                          |                                                     |                                                     |
| -                                                                 | nessuna retrocessione di Società regionali dalla Serie D | 1 retrocessione di Società regionali dalla Serie D  | 2 retrocessioni di Società regionali dalla Serie D  |
| Promossa in Serie D                                               | la 1ª classificata                                       | la 1ª classificata                                  | la 1ª classificata                                  |
| Retrocederanno dall'Eccellenza                                    | l'ultima classificata. Altre 2 squadre dai play-out      | l'ultima classificata. Altre 2 squadre dai play-out | l'ultima classificata. Altre 2 squadre dai play-out |

- OBBLIGO DI IMPIEGO DI CALCIATORI “GIOVANI”

Alle gare del Campionato di Eccellenza e alla altre dell’attività ufficiale organizzata dalla Lega Nazionale Dilettanti, possono partecipare, senza alcuna limitazione di impiego in relazione all’età massima, tutti i calciatori regolarmente tesserati per la stagione sportiva 2017/2018 che abbiano compiuto anagraficamente il 15º anno di età, nel rispetto delle condizioni previste dall’art. 34, comma 3, delle N.O.I.F. Premesso quanto sopra, come pubblicato sul C.U. 144 del 30.06.2017, il Consiglio Direttivo del Comitato Regionale Friuli Venezia Giulia, nell’intento di valorizzare maggiormente i calciatori giovani e preso atto della volontà manifestata dalle Società interessate, previo nulla osta da parte della L.N.D., ha stabilito che nelle singole gare dell’attività ufficiale 2017/2018, le Società partecipanti al Campionato di Eccellenza hanno l’obbligo di impiegare – sin dall’inizio e per l’intera durata delle stesse e, quindi, anche nel caso di sostituzioni successive di uno o più dei partecipanti – almeno TRE calciatori così distinti in relazione alle seguenti fasce di età: 
- 1 nato dall’1.1.1997 in poi
- 1 nato dall’1.1.1998 in poi
- 1 nato dall’1.1.1999 in poi

Resta inteso che, in relazione a quanto precede, debbono eccettuarsi i casi di espulsione dal campo e, qualora siano state già effettuate tutte le sostituzioni consentite, anche i casi di infortunio dei calciatori delle fasce di età interessate.

### Avvenimenti
Col CU 001 del 03/07/2017 il Comitato Regionale F.V.G. ha comunicato le 16 squadre aventi diritto di partecipare al campionato di Eccellenza del Friuli Venezia Giulia 2017-18:
- 12 hanno mantenuto la categoria: Chions, Fontanafredda, Gemonese, Lignano, Lumignacco, Manzanese, Kras, San Luigi, Torviscosa, Tricesimo, Union Pasiano e Virtus Corno
- 1 è stata retrocessa dalla Serie D : Cordenons
- 3 sono state promosse dalla Promozione : E.Brian, Ronchi (vincitrici dei gironi) ed Ol3 (vincitrice play-off)

Col CU 011 del 16/08/2017 il Comitato Regionale ha confermato le 16 partecipanti.

## Squadre partecipanti
| Club                          | Città (provincia)                 | campo di gioco                    | Stagione 2016-2017                                  |
| ----------------------------- | --------------------------------- | --------------------------------- | --------------------------------------------------- |
| A.P.C. Chions                 | Chions (PN)                       | Stadio Francesco Tesolin          | 7ª in Eccellenza                                    |
| A.S.D. Cordenons              | Cordenons (PN)                    | Stadio Comunale "A.S.S.I."        | 15ª in Serie D/gir. C. Retrocessa ai play-out       |
| A.S.D. Edmondo Brian          | Precenicco (UD)                   | Stadio Franco Comisso             | 1ª in Promozione/gir. A. Promossa                   |
| A.S.D. Comunale Fontanafredda | Fontanafredda (PN)                | Stadio Omero Tognon               | 4ª in Eccellenza                                    |
| A.S.D. Gemonese               | Gemona del Friuli (UD)            | Stadio Ammiraglio Diego Simonetti | 3ª in Eccellenza                                    |
| A.S.D. N.K. Kras              | Monrupino (TS)                    | Stadio Comunale di Monrupino      | 6ª in Eccellenza                                    |
| A.S.D. Lignano                | Lignano Sabbiadoro (UD)           | Stadio Guido Teghil               | 13ª in Eccellenza. Salva ai play-out                |
| A.S.D. Lumignacco             | Lumignacco di Pavia di Udine (UD) | Campo Sportivo di Lauzacco        | 5ª in Eccellenza                                    |
| A.S.D. Manzanese 1919         | Manzano (UD)                      | Stadio Polisportivo Olivo         | 11ª in Eccellenza                                   |
| A.S.D. Ol3                    | Faedis (UD)                       | Stadio Casteltercol               | 2ª in Promozione/gir. B. Promossa ai play-off       |
| A.S.D. Ronchi Calcio          | Ronchi dei Legionari (GO)         | Stadio Alfredo Lucca              | 1ª in Promozione/gir. B. Promossa                   |
| A.S.D. San Luigi              | Trieste                           | Campo San Luigi                   | 8ª in Eccellenza                                    |
| A.S.D. Torviscosa             | Torviscosa (UD)                   | Stadio Beppino Tonello            | 2ª in Eccellenza. Partecipa agli Spareggi Nazionali |
| A.S.D. Tricesimo              | Tricesimo (UD)                    | Campo Mario Giordano              | 10ª in Eccellenza                                   |
| A.S.D. A.C. Union Pasiano     | Pasiano di Pordenone (PN)         | Stadio Sergio Pase                | 15ª in Eccellenza. Salva ai play-out                |
| A.S.D. Virtus Corno           | Corno di Rosazzo (UD)             | Stadio G.A. Cudiz                 | 9ª in Eccellenza                                    |

## Classifica finale

### Classifica
|  | Pos. | Squadra       | Pt | G  | V  | N | P  | GF | GS | DR  |
|  | ---- | ------------- | -- | -- | -- | - | -- | -- | -- | --- |
|  | 1.   | Chions        | 68 | 30 | 21 | 5 | 4  | 68 | 26 | +42 |
|  | 2.   | Lumignacco    | 63 | 30 | 20 | 3 | 7  | 51 | 22 | +29 |
|  | 3.   | Torviscosa    | 59 | 30 | 17 | 8 | 5  | 62 | 25 | +37 |
|  | 4.   | Lignano       | 52 | 30 | 15 | 7 | 8  | 46 | 32 | +14 |
|  | 5.   | San Luigi     | 51 | 30 | 15 | 6 | 9  | 56 | 48 | +8  |
|  | 6.   | Edmondo Brian | 45 | 30 | 13 | 6 | 11 | 43 | 34 | +9  |
|  | 7.   | Cordenons     | 44 | 30 | 12 | 8 | 10 | 47 | 43 | +4  |
|  | 8.   | Gemonese      | 43 | 30 | 12 | 7 | 11 | 45 | 33 | +12 |
|  | 9.   | Manzanese     | 42 | 30 | 12 | 6 | 12 | 38 | 43 | -5  |
|  | 10.  | Tricesimo     | 39 | 30 | 12 | 3 | 15 | 28 | 44 | -16 |
|  | 11.  | Ronchi        | 36 | 30 | 9  | 9 | 12 | 46 | 47 | -1  |
|  | 12.  | Fontanafredda | 35 | 30 | 10 | 5 | 15 | 34 | 41 | -7  |
|  | 13.  | Virtus Corno  | 34 | 30 | 10 | 4 | 16 | 30 | 44 | -14 |
|  | 14.  | Kras          | 29 | 30 | 8  | 5 | 17 | 25 | 55 | -30 |
|  | 15.  | Ol3           | 20 | 30 | 5  | 5 | 20 | 23 | 60 | -37 |
|  | 16.  | Union Pasiano | 15 | 30 | 4  | 3 | 23 | 23 | 68 | -45 |

Legenda:

      Promossa in Serie D 2018-2019.

      Ammessa ai play-off nazionali.

 Ammessa ai play-out.

      Retrocesse in Promozione 2018-2019 dopo i play-out.

      Retrocessa in Promozione 2018-2019 direttamente.
Note:

Tre punti a vittoria, uno a pareggio, zero a sconfitta.

## Risultati
- Mercoledì 30 agosto 2017 alle ore 18:00 presso la sala consiliare del comune di Gradisca d'Isonzo, il Comitato Regionale FVG ha diramato il calendario.

| Andata (1ª) | Andata (1ª) | 1ª giornata            | Ritorno (16ª) | Ritorno (16ª) |
|             |             |                        |               |               |
| 10 set.     | 0-2         | Fontanafredda-Chions   | 1-2           | 21 gen.       |
| 10 set.     | 1-1         | E.Brian-Cordenons      | 0-0           | 21 gen.       |
| 10 set.     | 2-0         | Gemonese-Manzanese     | 0-2           | 21 gen.       |
| 10 set.     | 0-1         | Ronchi-Lignano         | 2-2           | 21 gen.       |
| 10 set.     | 2-3         | Torviscosa-Lumignacco  | 1-0           | 21 gen.       |
| 10 set.     | 1-2         | Tricesimo-Ol3          | 1-1           | 21 gen.       |
| 10 set.     | 0-1         | Union Pasiano-Kras     | 0-3           | 21 gen.       |
| 10 set.     | 0-2         | Virtus Corno-San Luigi | 1-2           | 21 gen.       |

| Andata (2ª) | Andata (2ª) | 2ª giornata             | Ritorno (17ª) | Ritorno (17ª) |
|             |             |                         |               |               |
| 17 set.     | 3-2         | Chions-Torviscosa       | 0-0           | 28 gen.       |
| 17 set.     | 1-2         | Cordenons-Ronchi        | 2-2           | 28 gen.       |
| 17 set.     | 3-1         | Lignano-Virtus Corno    | 1-1           | 28 gen.       |
| 17 set.     | 3-0         | Lumignacco-Tricesimo    | 1-2           | 28 gen.       |
| 17 set.     | 2-0         | Manzanese-E.Brian       | 0-1           | 28 gen.       |
| 17 set.     | 0-0         | Kras-Gemonese           | 1-2           | 28 gen.       |
| 17 set.     | 2-0         | Ol3-Union Pasiano       | 0-2           | 28 gen.       |
| 17 set.     | 1-1         | San Luigi-Fontanafredda | 1-0           | 28 gen.       |

| Andata (3ª) | Andata (3ª) | 3ª giornata              | Ritorno (18ª) | Ritorno (18ª) |
|             |             |                          |               |               |
| 24 set.     | 0-2         | Fontanafredda-Lignano    | 0-2           | 4 feb.        |
| 24 set.     | 3-2         | Cordenons-Manzanese      | 1-2           | 4 feb.        |
| 24 set.     | 3-1         | E.Brian-Kras             | 3-1           | 4 feb.        |
| 24 set.     | 5-1         | Gemonese-Ol3             | 3-1           | 4 feb.        |
| 24 set.     | 2-3         | Torviscosa-San Luigi     | 1-1           | 4 feb.        |
| 24 set.     | 0-4         | Tricesimo-Chions         | 1-2           | 4 feb.        |
| 24 set.     | 0-3         | Union Pasiano-Lumignacco | 1-3           | 4 feb.        |
| 24 set.     | 0-1         | Virtus Corno-Ronchi      | 5-3           | 4 feb.        |

| Andata (4ª) | Andata (4ª) | 4ª giornata            | Ritorno (19ª) | Ritorno (19ª) |
|             |             |                        |               |               |
| 1º ott.     | 2-0         | Chions-Union Pasiano   | 3-0           | 11 feb.       |
| 1º ott.     | 0-1         | Lignano-Torviscosa     | 1-0           | 11 feb.       |
| 1º ott.     | 0-0         | Lumignacco-Gemonese    | 1-0           | 11 feb.       |
| 1º ott.     | 2-1         | Kras-Manzanese         | 0-1           | 11 feb.       |
| 1º ott.     | 0-1         | Ol3-E.Brian            | 0-3           | 11 feb.       |
| 1º ott.     | 3-2         | Ronchi-Fontanafredda   | 0-0           | 11 feb.       |
| 1º ott.     | 0-0         | San Luigi-Tricesimo    | 2-1           | 11 feb.       |
| 1º ott.     | 0-2         | Virtus Corno-Cordenons | 0-2           | 11 feb.       |

| Andata (5ª) | Andata (5ª) | 5ª giornata                | Ritorno (20ª) | Ritorno (20ª) |
|             |             |                            |               |               |
| 8 ott.      | 2-0         | Fontanafredda-Virtus Corno | 1-1           | 18 feb.       |
| 8 ott.      | 1-1         | Cordenons-Kras             | 3-0           | 18 feb.       |
| 8 ott.      | 0-2         | E.Brian-Lumignacco         | 0-2           | 18 feb.       |
| 8 ott.      | 1-3         | Gemonese-Chions            | 1-1           | 18 feb.       |
| 8 ott.      | 1-1         | Manzanese-Ol3              | 2-1           | 18 feb.       |
| 8 ott.      | 2-2         | Torviscosa-Ronchi          | 3-0           | 18 feb.       |
| 8 ott.      | 1-0         | Tricesimo-Lignano          | 0-2           | 18 feb.       |
| 8 ott.      | 4-1         | Union Pasiano-San Luigi    | 1-2           | 18 feb.       |

| Andata (6ª) | Andata (6ª) | 6ª giornata             | Ritorno (21ª) | Ritorno (21ª) |
|             |             |                         |               |               |
| 15 ott.     | 3-1         | Chions-E.Brian          | 0-1           | 25 feb.       |
| 15 ott.     | 1-2         | Fontanafredda-Cordenons | 2-2           | 25 feb.       |
| 15 ott.     | 5-1         | Lignano-Union Pasiano   | 0-0           | 25 feb.       |
| 15 ott.     | 1-0         | Lumignacco-Manzanese    | 3-1           | 25 feb.       |
| 15 ott.     | 0-1         | Ol3-Kras                | 0-2           | 25 feb.       |
| 15 ott.     | 6-1         | Ronchi-Tricesimo        | 0-1           | 25 feb.       |
| 15 ott.     | 1-3         | San Luigi-Gemonese      | 0-1           | 25 feb.       |
| 15 ott.     | 1-0         | Virtus Corno-Torviscosa | 0-4           | 25 feb.       |

| Andata (7ª) | Andata (7ª) | 7ª giornata              | Ritorno (22ª) | Ritorno (22ª) |
|             |             |                          |               |               |
| 22 ott.     | 1-1         | Cordenons-Ol3            | 3-1           | 4 mar.        |
| 22 ott.     | 0-1         | E.Brian-San Luigi        | 2-2           | 4 mar.        |
| 22 ott.     | 3-2         | Gemonese-Lignano         | 1-2           | 4 mar.        |
| 22 ott.     | 0-5         | Manzanese-Chions         | 1-5           | 4 mar.        |
| 22 ott.     | 0-6         | Kras-Lumignacco          | 0-1           | 4 mar.        |
| 22 ott.     | 4-0         | Torviscosa-Fontanafredda | 1-1           | 4 mar.        |
| 22 ott.     | 0-2         | Tricesimo-Virtus Corno   | 0-1           | 4 mar.        |
| 22 ott.     | 1-2         | Union Pasiano-Ronchi     | 0-6           | 4 mar.        |

| Andata (8ª) | Andata (8ª) | 8ª giornata                | Ritorno (23ª) | Ritorno (23ª) |
|             |             |                            |               |               |
| 29 ott.     | 5-0         | Chions-Kras                | 2-3           | 11 mar.       |
| 29 ott.     | 0-1         | Fontanafredda-Tricesimo    | 1-2           | 11 mar.       |
| 29 ott.     | 1-0         | Lignano-E.Brian            | 2-2           | 11 mar.       |
| 29 ott.     | 1-0         | Lumignacco-Ol3             | 1-2           | 11 mar.       |
| 29 ott.     | 0-0         | Ronchi-Gemonese            | 0-4           | 11 mar.       |
| 29 ott.     | 3-1         | San Luigi-Manzanese        | 2-2           | 11 mar.       |
| 29 ott.     | 2-0         | Torviscosa-Cordenons       | 4-1           | 11 mar.       |
| 29 ott.     | 1-0         | Virtus Corno-Union Pasiano | 2-0           | 11 mar.       |

| Andata (9ª) | Andata (9ª) | 9ª giornata                 | Ritorno (24ª) | Ritorno (24ª) |
|             |             |                             |               |               |
| 5 nov.      | 1-1         | Cordenons-Lumignacco        | 2-1           | 18 mar.       |
| 5 nov.      | 2-1         | E.Brian-Ronchi              | 2-1           | 18 mar.       |
| 5 nov.      | 3-0         | Gemonese-Virtus Corno       | 0-1           | 18 mar.       |
| 5 nov.      | 3-0         | Manzanese-Lignano           | 3-0           | 18 mar.       |
| 5 nov.      | 1-4         | Kras-San Luigi              | 0-4           | 18 mar.       |
| 5 nov.      | 2-2         | Ol3-Chions                  | 0-2           | 18 mar.       |
| 5 nov.      | 1-3         | Tricesimo-Torviscosa        | 0-2           | 18 mar.       |
| 5 nov.      | 0-4         | Union Pasiano-Fontanafredda | 1-2           | 18 mar.       |

| Andata (10ª) | Andata (10ª) | 10ª giornata             | Ritorno (25ª) | Ritorno (25ª) |
|              |              |                          |               |               |
| 12 nov.      | 1-2          | Chions-Lumignacco        | 1-0           | 8 apr.        |
| 12 nov.      | 2-4          | Fontanafredda-Gemonese   | 0-1           | 8 apr.        |
| 12 nov.      | 2-0          | Lignano-Kras             | 1-1           | 8 apr.        |
| 12 nov.      | 0-2          | Ronchi-Manzanese         | 2-2           | 8 apr.        |
| 12 nov.      | 3-0          | San Luigi-Ol3            | 1-2           | 8 apr.        |
| 12 nov.      | 1-0          | Torviscosa-Union Pasiano | 4-1           | 8 apr.        |
| 12 nov.      | 1-0          | Tricesimo-Cordenons      | 1-2           | 8 apr.        |
| 12 nov.      | 1-4          | Virtus Corno-E.Brian     | 1-2           | 8 apr.        |

| Andata (11ª) | Andata (11ª) | 11ª giornata            | Ritorno (26ª) | Ritorno (26ª) |
|              |              |                         |               |               |
| 19 nov.      | 0-1          | Cordenons-Chions        | 1-3           | 15 apr.       |
| 19 nov.      | 0-1          | E.Brian-Fontanafredda   | 1-2           | 15 apr.       |
| 19 nov.      | 0-1          | Gemonese-Torviscosa     | 1-2           | 15 apr.       |
| 19 nov.      | 0-2          | Lumignacco-San Luigi    | 1-2           | 15 apr.       |
| 19 nov.      | 1-0          | Manzanese-Virtus Corno  | 1-1           | 15 apr.       |
| 19 nov.      | 1-0          | Kras-Ronchi             | 1-1           | 15 apr.       |
| 19 nov.      | 0-3          | Ol3-Lignano             | 1-2           | 15 apr.       |
| 19 nov.      | 0-1          | Union Pasiano-Tricesimo | 0-2           | 15 apr.       |

| Andata (12ª) | Andata (12ª) | 12ª giornata            | Ritorno (27ª) | Ritorno (27ª) |
|              |              |                         |               |               |
| 26 nov.      | 3-2          | Fontanafredda-Manzanese | 1-2           | 22 apr.       |
| 26 nov.      | 1-3          | Lignano-Lumignacco      | 0-0           | 22 apr.       |
| 26 nov.      | 3-0          | Ronchi-Ol3              | 1-0           | 22 apr.       |
| 26 nov.      | 1-3          | San Luigi-Chions        | 1-4           | 22 apr.       |
| 26 nov.      | 2-2          | Torviscosa-E.Brian      | 2-0           | 22 apr.       |
| 26 nov.      | 1-1          | Tricesimo-Gemonese      | 1-4           | 22 apr.       |
| 26 nov.      | 1-3          | Union Pasiano-Cordenons | 2-2           | 22 apr.       |
| 26 nov.      | 3-1          | Virtus Corno-Kras       | 1-0           | 22 apr.       |

| Andata (13ª) | Andata (13ª) | 13ª giornata           | Ritorno (28ª) | Ritorno (28ª) |
|              |              |                        |               |               |
| 3 dic.       | 1-0          | Chions-Lignano         | 1-1           | 25 apr.       |
| 3 dic.       | 4-1          | Cordenons-San Luigi    | 3-5           | 25 apr.       |
| 3 dic.       | 0-1          | E.Brian-Tricesimo      | 0-1           | 25 apr.       |
| 3 dic.       | 0-0          | Gemonese-Union Pasiano | 3-4           | 25 apr.       |
| 3 dic.       | 4-2          | Lumignacco-Ronchi      | 2-0           | 25 apr.       |
| 3 dic.       | 1-1          | Manzanese-Torviscosa   | 1-1           | 25 apr.       |
| 3 dic.       | 0-1          | Kras-Fontanafredda     | 0-1           | 25 apr.       |
| 3 dic.       | 1-1          | Ol3-Virtus Corno       | 1-0           | 25 apr.       |

| Andata (14ª) | Andata (14ª) | 14ª giornata            | Ritorno (29ª) | Ritorno (29ª) |
|              |              |                         |               |               |
| 10 dic.      | 3-0          | Fontanafredda-Ol3       | 2-1           | 29 apr.       |
| 10 dic.      | 0-1          | Gemonese-Cordenons      | 1-2           | 29 apr.       |
| 10 dic.      | 2-3          | Lignano-San Luigi       | 4-2           | 29 apr.       |
| 10 dic.      | 1-2          | Ronchi-Chions           | 1-1           | 29 apr.       |
| 10 dic.      | 5-0          | Torviscosa-Kras         | 0-0           | 29 apr.       |
| 10 dic.      | 0-1          | Tricesimo-Manzanese     | 2-0           | 29 apr.       |
| 10 dic.      | 1-4          | Union Pasiano-E.Brian   | 1-5           | 29 apr.       |
| 10 dic.      | 0-1          | Virtus Corno-Lumignacco | 1-2           | 29 apr.       |

| \| Andata (15ª) \| Andata (15ª) \| 15ª giornata \| Ritorno (30ª) \| Ritorno (30ª) \| \| \| \| \| \| \| \| 17 dic. \| 2-1 \| [8]Chions-Virtus Corno \| 2-3 \| 6 mag. \| \| 17 dic. \| 0-1 \| Cordenons-Lignano \| 1-3 \| 6 mag. \| \| 17 dic. \| 1-1 \| E.Brian-Gemonese \| 2-0 \| 6 mag. \| \| 17 dic. \| 1-0 \| Lumignacco-Fontanafredda \| 2-0 \| 6 mag. \| \| 17 dic. \| 0-2 \| Manzanese-Union Pasiano \| 1-0 \| 6 mag. \| \| 17 dic. \| 2-3 \| Kras-Tricesimo \| 2-1 \| 6 mag. \| \| 17 dic. \| 0-3 \| Ol3-Torviscosa \| 2-6 \| 6 mag. \| \| 17 dic. \| 2-3 \| San Luigi-Ronchi \| 1-1 \| 6 mag. \| |              |                          |               |               |
| Andata (15ª) | Andata (15ª) | 15ª giornata             | Ritorno (30ª) | Ritorno (30ª) |
| |              |                          |               |               |
| 17 dic. | 2-1          | Chions-Virtus Corno      | 2-3           | 6 mag.        |
| 17 dic. | 0-1          | Cordenons-Lignano        | 1-3           | 6 mag.        |
| 17 dic. | 1-1          | E.Brian-Gemonese         | 2-0           | 6 mag.        |
| 17 dic. | 1-0          | Lumignacco-Fontanafredda | 2-0           | 6 mag.        |
| 17 dic. | 0-2          | Manzanese-Union Pasiano  | 1-0           | 6 mag.        |
| 17 dic. | 2-3          | Kras-Tricesimo           | 2-1           | 6 mag.        |
| 17 dic. | 0-3          | Ol3-Torviscosa           | 2-6           | 6 mag.        |
| 17 dic. | 2-3          | San Luigi-Ronchi         | 1-1           | 6 mag.        |

## Spareggi

### Play-off
Non previsti

### Play-out
La Ol3 (15ª classificata) retrocede direttamente poiché il distacco dal Fontanafredda (12º classificato) è superiore a 7 punti.
| Squadra 1    | Risultato | Squadra 2 |
| ------------ | --------- | --------- |
| Virtus Corno | 1 - 3 dts | Kras      |